# Blå pansarmal
Blå pansarmal (Corydoras nattereri) är en fiskart som beskrevs av Steindachner, 1876. Blå pansarmal ingår i släktet Corydoras och familjen Callichthyidae. Inga underarter finns listade.